# Normandy American Cemetery and Memorial
De Normandy American Cemetery and Memorial is een Amerikaanse militaire begraafplaats en monument ter nagedachtenis aan de Amerikaanse soldaten die sneuvelden bij de landing in Normandië tijdens de Tweede Wereldoorlog. De begraafplaats ligt in het dorp Colleville-sur-Mer, Calvados, Frankrijk. Alhoewel de begraafplaats met iets meer dan 35 000 m² groter is dan de grootste Britse begraafplaats op het Europese vasteland, namelijk Tyne Cot Cemetery (Eerste Wereldoorlog), telt de begraafplaats ongeveer 2 500 lichamen minder. Op de begraafplaats liggen 9 387 Amerikaanse soldaten begraven waarvan één soldaat uit de Eerste Wereldoorlog. Op dit kerkhof ligt namelijk generaal Roosevelt begraven, met naast hem zijn broer, de soldaat die sneuvelde in de Eerste Wereldoorlog. Er zijn 307 ongeïdentificeerde lijken begraven. De Normandy American Cemetery and Memorial wordt beheerd door de American Battle Monuments Commission.

## Geschiedenis
Op 8 juni 1944 stichtte het Amerikaanse 1e Leger de eerste tijdelijke begraafplaats in St. Laurent. Dit was de eerste Amerikaanse begraafplaats op Europese bodem ten tijde van de Tweede Wereldoorlog. Na de oorlog werd de huidige begraafplaats gevestigd op een korte afstand van de originele plaats. Frankrijk heeft het stuk land waar de begraafplaats zich bevindt, toegekend aan de Verenigde Staten. Tot op de dag van vandaag is dit stuk Frans grondgebied in leengebruik bij de Amerikaanse overheid.

## De begraafplaats

### Algemene opzet
De grootte van de begraafplaats is ongeveer zeventig hectare. De begraafplaats is rechthoekig van vorm en de hoofdpaden liggen in de vorm van een Latijns kruis. Binnen, dicht bij het bezoekerscentrum, is een half cirkelvormig gedenkteken met een herdenkingstuin te vinden en een muur met vermisten aan de achterkant, hetgeen het grootste deel van de oostkant van de begraafplaats beslaat.
Aan de westkant zijn vanaf het gedenkteken de volgende objecten te zien: een grote reflecterende vijver, twee vlaggenstokken waaraan de Amerikaanse vlag wappert, de grafstenen en de kapel.

### Het gedenkteken
Het gedenkteken omvat een half cirkelvormige zuilengalerij wederzijds begrensd door een overkapping met landkaarten en een groot bronzen beeld in het midden. De overkapping en zuilengalerij zijn gemaakt van kalksteen uit het Franse Côte-d'Or gebied. De voetstukken en treden zijn gemaakt van graniet, afkomstig uit Bretagne.
Centraal in de open boog van het gedenkteken, ogend naar de grafstenen, staat een zeven meter hoog bronzen beeld. Dit beeld heeft als titel The Spirit of American Youth Rising from the Waves. Op het fundament direct achter het beeld bevinden zich twee gebogen tuinpercelen. Op de binnenmuren van de overkapping zijn kaarten gegraveerd in steen welke versierd zijn met gekleurd glazuur. Deze kaarten zijn getiteld: "De landingen op de Normandische kusten en de ontwikkelingen van het bruggenhoofd"; "Luchtoperaties boven Normandië maart - augustus 1944"; " De amfibische landingsoperaties 6 juni 1944; "Militaire operaties in West-Europa, 6 juni 1944 - 8 mei 1945".
In de rechthoekige nissen in de muren ten oosten en westen van de overkapping staat een grote bronzen urn, waarop twee verschillende afbeeldingen in groot reliëf zijn gegraveerd. Hoewel de voorstellingen in beide overkappingen gelijk zijn, zijn de voorstellingen qua invalshoek verschillend.

### De kapel

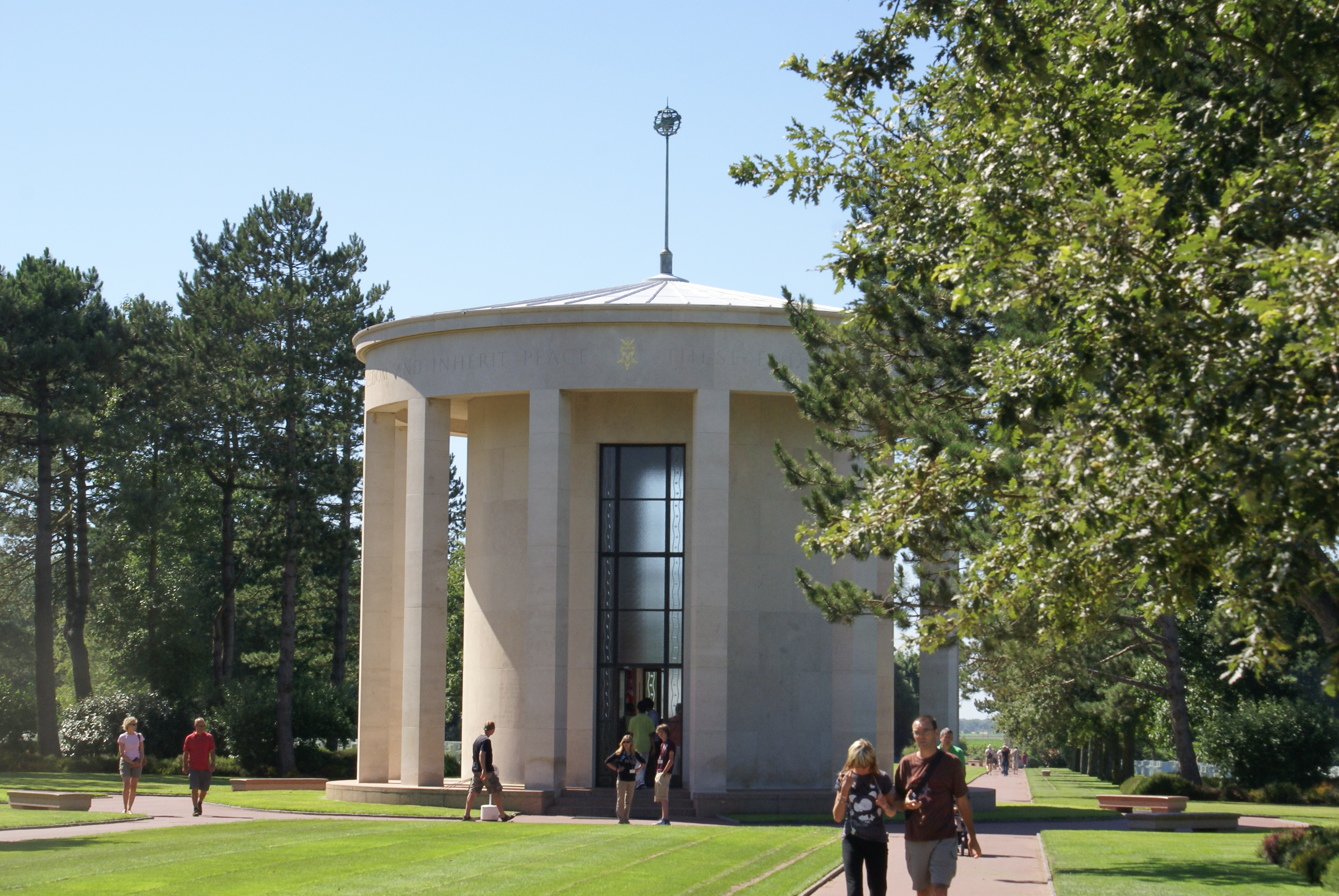
De kapel

De kapel, die ligt in het gedeelte waar de graven zijn, is uit Frans kalksteen (Vaurion) gebouwd. Bij het binnengaan van de kapel valt direct het altaar op van zwart en goud Pyrenees "Grand Antique" marmer en de inscriptie op de voorkant "I GIVE UNTO THEM ETERNAL LIFE AND THEY SHALL NEVER PERISH". Achter het altaar wordt een groot raam met een doorschijnende amberkleurige bovenlaag door zacht geel licht verlicht.
Het kleurrijke mozaïekplafond symboliseert de Verenigde Staten dat haar zonen zegent op het moment dat zij scheeps- en vliegsgewijs ten strijde trekken voor de vrijheid en een dankbaar Frankrijk dat een lauwerkrans legt bij de gesneuvelde Amerikanen die hun leven hebben gegeven voor de bevrijding van het onderdrukte Europa.

### De tuin van de vermisten

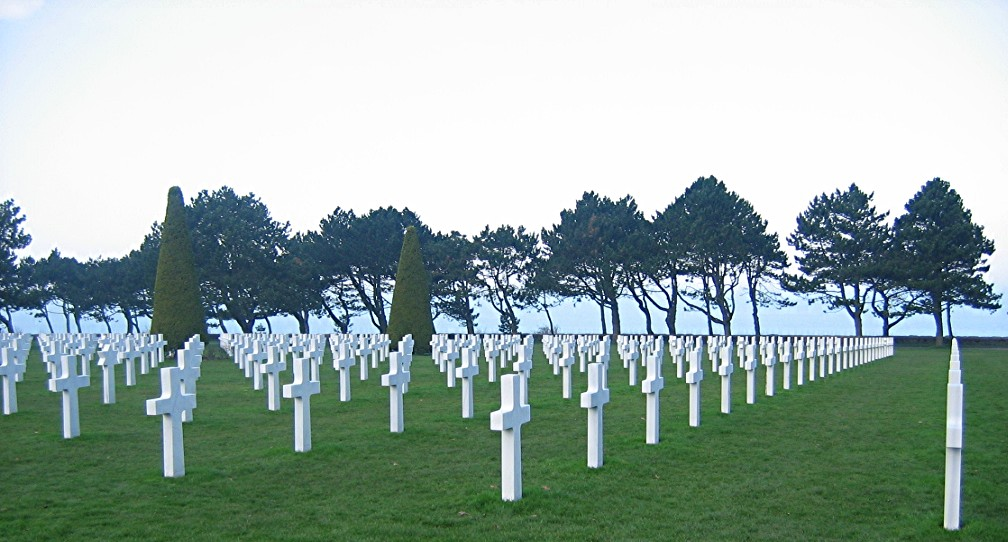
Overzicht van de begraafplaats.

De tuin van de vermisten bevindt zich achter het gedenkteken. De halve cirkelvormige muur bevat, gegraveerd op stenen tafels, de namen en bijzonderheden van de 1 557 vermisten in de regio die hun leven hebben gegeven in dienst van hun land, maar waarvan de stoffelijke resten niet zijn gevonden of positief geïdentificeerd zijn. Een sterretje markeert degene die naderhand teruggevonden zijn. Onder hen is een tweeling. De gesneuvelden kwamen uit 49 van de 50 Amerikaanse Staten, District of Columbia en Guam.

### De graven
Het gebied van de graven bevat tien percelen, vijf aan iedere kant van de hoofdmuur. Hier zijn de stoffelijke resten van 9 387 mannen en vrouwen begraven. 307 van hen zijn "onbekend" (waarvan de overblijfselen niet geïdentificeerd konden worden), drie met een Medal of Honor en vier vrouwen. Een davidster siert de graven van degene die het Joodse geloof beleden (149 sterren) en een Latijns kruis voor alle anderen (9 238 kruizen).

### De omheining
De begraafplaats wordt aan de oost-, zuid- en westzijde begrensd door grote hoeveelheden Oostenrijkse dennenbomen waartussen laurierstruiken, cipressen en steeneiken zijn geplant. De grasvelden in de tuin van de vermisten worden met een rand omgeven door primulabedden. Europese iepen groeien op de grasvelden.

### De architecten

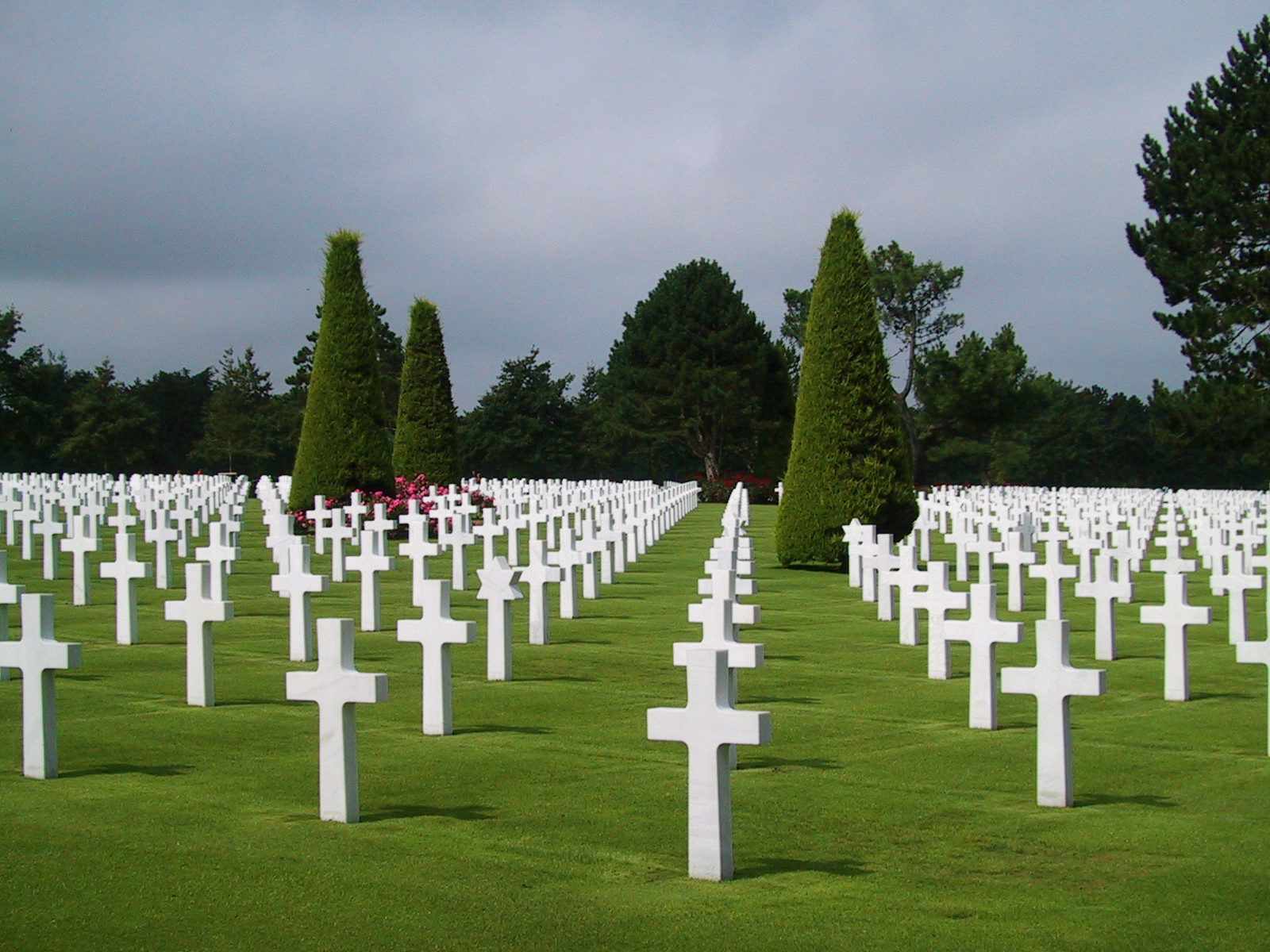
Overzicht van de begraafplaats.

De architecten van deze begraafplaats zijn Harbeson, Hough, Livingston en Larson uit Philadelphia, Pennsylvania. De bronzen urnen alsook het bronzen beeld zijn het werk van Donald De Lue uit Leonardo, New Jersey. De landschapsarchitect is Markley Stevenson, eveneens uit Philadelphia.
De aanleg van de begraafplaats en de bouw van het gedenkteken werden in 1956 voltooid en de inwijdingsceremonie werd op 18 juli van hetzelfde jaar gehouden.

## Bezoek
De begraafplaats is dagelijks geopend, met uitzondering van 25 december en 1 januari. In het bezoekerscentrum wordt informatie verstrekt over het monument en de graven alsmede over gevallenen die elders begraven zijn.